# Wiesau
Wiesau je tržní obec v Bavorsku ve vládním obvodu Horní Falc v zemském okrese Tirschenreuth. Spadá do metropolitní oblasti Norimberk a je regionálním přeshraničním turistickým centrem. 

## Administrativní členění
Katastrální území tržní obce Wiesau se v současnosti skládá ze střediskové obce Wiesau a 13 připojených lokalit (obcí, dvorů či samot). Jsou to Elsenmühle, Hechtmühle, Hurtingöd, König-Otto-Bad, Kornthan, Leugas, Muckenthal, Mühlhof, Schönfeld, Schönhaid, Tirschnitz, Triebendorf, Veitmühle .

## Historie
Oblast byla osídlena od 11. století. První písemná zmínka o obci je z roku 1220, kdy se nazývala Wysa. Později také Wisa. Současný název byl úředně schválen od roku 1811. 
V roce 1245 se připomíná hrad Altenwisa, který i s dalšími pozemky prodal Perchtoldus z Marchausenu. Poté je vlastnili leuchtenberští ministeriálové Chunradus de Wisa a jeho bratr Bero a ti roku 1281 větší část pozemků se vsí darovali klášteru ve Waldsassenu. V roce 1327 se připomíná Heinrich Stuergrans. Hrad stál ještě za třicetileté války, kdy byl zdemolován, v roce 1840 již zbyly jen stáje, přestavěné na obytné domy. Do současnosti se nic nedochovalo.
Od roku 1714 obec patřila k vévodství Falc-Sulzbach a v roce 1777 se stala součástí kurfiřtského Bavorska. V letech 1806–1837 byla součástí bavorského okresu. 

## Doprava
Silniční doprava je napojena na dálnici A 93. Kromě veřejné autobusové dopravy je tradičně silně využívána železniční doprava na trase Řezno-Cheb-Praha. Z hlavní železniční trati Wiesau-Cheb, otevřené roku 1865, je v současnosti v provozu jen 3,6 km dlouhý úsek sloužící jako vlečka do meziskladu vyhořelého jaderného paliva.

## Památky a příroda
- Římskokatolický kostel sv. Kříže na vrchu Kreuzberg je dominantou a poznávacím znamením obce. Má barokní sochu Panny Marie s Ježíškem a dva barokní oltáře, které vytvořil waldsassenský řezbář Karl Stilp.
- Evangelický kostel Vzkříšení Páně
- Římskokatolický farní kostel sv. Michaela archanděla - jednolodní stavba středověkého původu (věž a pravoúhlý odsazený závěr), má barokní stlačenou klenbu s výsečemi a tři oltáře.  Varhany na kruchtě z roku 1961 mají 3 manuály a 28 rejstříků, patří k největším, jaké postavila regionální firma Eduarda Hirnschrodta (největší o 36 rejstříkách jsou u sv. Jimrama v ̥Řezně, další v Chamu či Weidenu). Do roku 1934 sloužil tento kostel jako hřbitovní.
- Rybníky Kornthan (na ploše 16 hektarů) a Seidlersreuther (15 ha) jsou největší v okrese Tirschenreuth.

## Slavní rodáci
- Walther Zeitler (1923–2006), žurnalista a autor literatury faktu

## Partnerské obce
- Rettenberg (Zemský okres Oberallgäu)